# EHF European League 2021-2022 (maschile)
L'EHF European League 2021-2022 è stata la 41ª edizione della EHF European League, la seconda coppa per club più importante d'Europa, organizzata dall'European Handball Federation (EHF).

## Formula

### Turni di qualificazione
In base al numero delle squadre iscritte vengono sorteggiati uno o più turni di qualificazione: il turno si basa su gare di andata e ritorno che possono essere giocate a distanza di una settimana oppure, su accordo tra le società, possono essere giocate nella stessa sede in un solo weekend.

### Fase a gironi
Le 12 squadre già qualificate di diritto alla fase a gironi sono raggiunte da altrettante squadre qualificate tramite i turni di qualificazioni. Le 24 squadre vengono divise in quattro gironi da sei squadre ciascuno, dove le formazioni si scontrano con la formula del girone all'italiana con partite di andata e ritorno. Alla conclusione delle partite, le prime quattro squadre classificate si qualificano per i sedicesimi di finale.

### Fase ad eliminazione diretta
Le posizioni ottenute al termine della fase a gironi producono l'abbinamento dei sedicesimi di finale. Dopo partite di andata e ritorno, la squadra vincente avanza al turno successivo fino ai quarti di finale.

### Final Four
Al termine delle partite dei quarti di finale, le quattro squadre qualificate partecipano alle Final Four, che prevedono semifinali e finali da disputarsi in gara secca.

## Squadre partecipanti
| Fase a gironi          | Fase a gironi         | Fase a gironi             | Fase a gironi            | Fase a gironi |
| ---------------------- | --------------------- | ------------------------- | ------------------------ | ------------- |
| Bidasoa Irun           | HBC Nantes            | SC Magdeburgo             | Grundfos Tatabánya KC    |               |
| HT Tatran Prešov       | RK Eurofarm Pelister  | IK Sävehof                | RK Gorenje Velenje       |               |
| AEK                    | Čechovskie Medvevi    | Pfadi Winterthur          | Riihimäki Cocks          |               |
| Round 2                |                       |                           |                          |               |
| TBV Lemgo              | Mors-Thy              | Abanca Ademar León        | Orlen Wisła Płock        |               |
| PAUC                   | USAM Nîmes            | Füchse Berlino            | Sporting CP              |               |
| Round 1                |                       |                           |                          |               |
| Balatonfüredi KSE      | RK Nexe               | RK Prolet Skopje          | RK Celje Pivovarna Laško |               |
| Rhein-Neckar Löwen     | S.L. Benfica          | GOG Håndbold              | HC Kriens-Luzern         |               |
| KS Azoty-Puławy        | CB Ciudad de Logroño  | RK Poreč                  | Fraikin Granollers       |               |
| Ystads IF              | Kadetten Schaffhausen | HC Dobrogea Sud Constanţa | Csurgói KK               |               |
| CSKA                   | RK Trimo Trebnje      | Alpla HC Hard             | HK Malmö                 |               |
| Maccabi Rishon Le Zion | RK Vojvodina          | ØIF Arendal               | Fenix Toulouse Handball  |               |
| Valur                  | Spor Toto SK          | AA Águas Santas           | Bjerringbro-Silkeborg    |               |
| TTH Holstebro          | Unia Tarnów           | MRK Sesvete               | NMC Górnik Zabrze        |               |

## Qualificazioni

### Round 1
Si parte dal Round 1, dove partecipano 32 squadre.
Le squadre sorteggiate per prime disputano gli incontri di andata in casa. Alcune squadre accettano di giocare sia l'andata che il ritorno nella stessa sede.
L'andata si giocherà tra il 27 e il 29 di agosto, mentre il ritorno tra il 4 e il 5 di settembre.
| Squadra 1                | Totale | Squadra 2              | Andata | Ritorno |
| ------------------------ | ------ | ---------------------- | ------ | ------- |
| Bjerringbro-Silkeborg    | 49–48  | Ystads IF              | 22–23  | 27–25   |
| HC Kriens-Luzern         | 42–60  | S.L. Benfica           | 24–31  | 18–29   |
| RK Celje Pivovarna Laško | 58–65  | GOG                    | 33–29  | 25–36   |
| Unia Tarnów              | 51–60  | RK Nexe                | 23–28  | 28–32   |
| RK Vojvodina             | 49–54  | Kadetten Schaffhausen  | 26–20  | 23–34   |
| Csurgói KK               | 51–58  | Dobrogea Sud Constanţa | 23–27  | 28–31   |
| NMC Górnik Zabrze        | 48–57  | ØIF Arendal            | 19–29  | 29–28   |
| AA Águas Santas          | 54–60  | Ciudad de Logroño      | 26–26  | 28–34   |
| Balatonfüredi KSE        | 47–47  | HK Malmö               | 27–25  | 20–22   |
| KS Azoty-Puławy          | 66–46  | MRK Sesvete            | 29–21  | 37-25   |
| RK Prolet Skopje         | 50–63  | Fraikin Granollers     | 21–36  | 29–27   |
| Maccabi Rishon LeZion    | 49–58  | CSKA                   | 26–29  | 23–29   |
| Rhein-Neckar Löwen       | 80–44  | Spor Toto KS           | 38–22  | 42–22   |
| RK Trimo Trebnje         | 59–60  | TTH Holstebro          | 31–25  | 28–35   |
| RK Poreč                 | 39–44  | Valur                  | 18–22  | 21–22   |
| ALPLA HC Hard            | 55–66  | Fenix Toulouse         | 23–27  | 32–39   |

### Round 2
| Squadra 1             | Totale | Squadra 2              | Andata | Ritorno |
| --------------------- | ------ | ---------------------- | ------ | ------- |
| Rhein-Neckar Löwen    | 59–64  | S.L. Benfica           | 31–31  | 28–33   |
| Valur                 | 47–54  | TBV Lemgo              | 26–27  | 21–27   |
| Bjerringbro-Silkeborg | 59–59  | RK Nexe                | 33–27  | 26–32   |
| Ciudad de Logroño     | 61–58  | Abanca Ademar León     | 31–30  | 30–28   |
| USAM Nîmes            | 65–58  | CSKA                   | 36–29  | 29–29   |
| Fenix Toulouse        | 59–49  | HK Malmö               | 30–24  | 29–25   |
| KS Azoty-Puławy       | 53–65  | Füchse Berlin          | 24–32  | 29–33   |
| ØIF Arendal           | 49–67  | PAUC                   | 27–27  | 22-40   |
| GOG                   | 57–51  | Mors-Thy               | 30–24  | 27–27   |
| Kadetten Schaffhausen | 68–60  | Fraikin Granollers     | 36–33  | 32–27   |
| Orlen Wisła Płock     | 45–40  | Dobrogea Sud Constanţa | 25–14  | 20–26   |
| Sporting CP           | 62–53  | TTH Holstebro          | 31–25  | 31–28   |

## Fase a gironi

### Sorteggi e formula
Le 24 squadre qualificate alla fase a gironi sono state raggruppate in 6 fasce per il sorteggio in base al ranking.
Le squadre della stessa nazione non saranno sorteggiate nello stesso girone.
I criteri da seguire in caso di arrivo a pari punti sono:
- punti ottenuti negli scontri diretti;
- differenza reti negli scontri diretti;
- maggior numero di reti segnate negli scontri diretti;
- differenza reti generale;
- maggior numero di reti segnate in generale.

Qualora questi criteri non soddisfino una squadra si procederà con l'estrazione a sorte, nella sede dell'EHF a Vienna davanti ai responsabili di ogni squadra.

### Fasce d'estrazione
Il sorteggio per i gironi si è tenuto nella sede EHF a Vienna, il 30 settembre 2021.
| Prima fascia                                               | Seconda fascia                                                       | Terza fascia                                               | Quarta fascia                            | Quinta fascia                                    | Sesta fascia                                            |
| ---------------------------------------------------------- | -------------------------------------------------------------------- | ---------------------------------------------------------- | ---------------------------------------- | ------------------------------------------------ | ------------------------------------------------------- |
| Bidasoa Irun SC Magdeburg HBC Nantes Grundfos Tatabánya KC | RK Eurofarm Pelister Chekhovskie Medvedi Pfadi Winterthur IK Sävehof | Riihimäki Cocks AEK HC RK Gorenje Velenje HT TATRAN Prešov | PAUC Sporting CP Füchse Berlin TBV Lemgo | Orlen Wisła Plock BM Logroño USAM Nîmes Gard GOG | RK Nexe Fenix Toulouse SL Benfica Kadetten Schaffhausen |

### Girone A
| Pos. | Squadra           | Pt | G  | V | N | S | GF  | GS  | D   | Note             |
| ---- | ----------------- | -- | -- | - | - | - | --- | --- | --- | ---------------- |
| 1.   | Orlen Wisła Plock | 18 | 10 | 9 | 0 | 1 | 311 | 258 | +53 | Ottavi di finale |
| 2.   | Füchse Berlin     | 16 | 10 | 8 | 0 | 2 | 314 | 269 | +45 | Ottavi di finale |
| 3.   | Fenix Toulouse    | 13 | 10 | 6 | 1 | 3 | 292 | 265 | +28 | Ottavi di finale |
| 4.   | Bidasoa Irun      | 7  | 10 | 3 | 1 | 6 | 286 | 286 | +0  | Ottavi di finale |
| 5.   | Tatran Prešov     | 2  | 10 | 2 | 0 | 8 | 240 | 308 | -68 |                  |
| 6.   | Pfadi Wintethur   | 2  | 10 | 1 | 0 | 9 | 271 | 328 | -57 |                  |

|                   | BID   | PFA   | TP    | FUB   | OWP   | FEN   |
| ----------------- | ----- | ----- | ----- | ----- | ----- | ----- |
| Bidasoa Irun      | ––––  | 32-28 | 33-24 | 32-35 | 28-29 | 24-26 |
| Pfadi Winterthur  | 23-37 | ––––  | 27-31 | 27-30 | 23-35 | 27-30 |
| Tatran Prešov     | 27-25 | 29-33 | ––––  | 23-27 | 15-29 | 19-31 |
| Füchse Berlin     | 35-23 | 35-29 | 36-23 | ––––  | 29-30 | 32-30 |
| Orlen Wisła Plock | 33-26 | 35-27 | 33-29 | 24-28 | ––––  | 33-29 |
| Fenix Toulouse    | 26-26 | 34-27 | 34-20 | 28-27 | 24-30 | ––––  |

### Girone B
| Pos. | Squadra             | Pt | G  | V | N | S | GF  | GS  | D   | Note             |
| ---- | ------------------- | -- | -- | - | - | - | --- | --- | --- | ---------------- |
| 1.   | GOG                 | 15 | 10 | 7 | 1 | 2 | 340 | 297 | +43 | Ottavi di finale |
| 2.   | SL Benfica          | 15 | 10 | 7 | 1 | 2 | 336 | 311 | +24 | Ottavi di finale |
| 3.   | HBC Nantes          | 13 | 10 | 5 | 3 | 2 | 304 | 266 | +38 | Ottavi di finale |
| 4.   | TBV Lemgo           | 12 | 10 | 5 | 2 | 3 | 319 | 312 | +7  | Ottavi di finale |
| 5.   | Cocks               | 3  | 10 | 1 | 1 | 8 | 257 | 331 | -74 |                  |
| 6.   | Chekhovskie Medvedi | 2  | 10 | 1 | 0 | 9 | 239 | 278 | -39 |                  |

|                     | NAN   | CME   | COC   | LEM   | GOG   | BEN   |
| ------------------- | ----- | ----- | ----- | ----- | ----- | ----- |
| Nantes              | ––––  | 10-0  | 36-25 | 27-28 | 27-24 | 33-33 |
| Chekhovskie Medvedi | 31-35 | ––––  | 0-10  | 28-30 | 32-39 | 27-32 |
| Cocks               | 28-40 | 27-33 | ––––  | 29-29 | 23-34 | 32-37 |
| Lemgo               | 37-37 | 30-27 | 39-30 | ––––  | 39-35 | 29-30 |
| GOG                 | 29-29 | 27-26 | 46-30 | 34-28 | ––––  | 39-38 |
| Benfica             | 31-30 | 38-35 | 37-23 | 35-30 | 25-33 | ––––  |

### Girone C
| Pos. | Squadra            | Pt | G  | V | N | S | GF  | GS  | D   | Note             |
| ---- | ------------------ | -- | -- | - | - | - | --- | --- | --- | ---------------- |
| 1.   | SC Magdeburg       | 17 | 10 | 9 | 1 | 0 | 317 | 267 | +50 | Ottavi di finale |
| 2.   | IK Sävehof         | 12 | 10 | 6 | 0 | 4 | 313 | 297 | +15 | Ottavi di finale |
| 3.   | RK Nexe            | 10 | 10 | 5 | 0 | 5 | 295 | 300 | -5  | Ottavi di finale |
| 4.   | RK Gorenje Velenje | 9  | 10 | 4 | 1 | 5 | 284 | 306 | -22 | Ottavi di finale |
| 5.   | Logroño            | 7  | 10 | 3 | 1 | 6 | 307 | 317 | -10 |                  |
| 6.   | PAUC               | 3  | 10 | 1 | 1 | 8 | 290 | 319 | -29 |                  |

|                 | MAG   | SÄV   | GV    | PAUC  | LOG   | NEX   |
| --------------- | ----- | ----- | ----- | ----- | ----- | ----- |
| Magdeburg       | ––––  | 31-25 | 34-24 | 31-27 | 33-31 | 32-26 |
| Sävehof         | 26-29 | ––––  | 27-28 | 33-31 | 43-31 | 33-23 |
| Gorenje Velenje | 27-31 | 31-35 | ––––  | 33-32 | 32-31 | 34-28 |
| PAUC            | 28-39 | 25-30 | 26-26 | ––––  | 37-31 | 29-30 |
| Logroño         | 29-29 | 29-30 | 31-26 | 33-26 | ––––  | 31-30 |
| Nexe            | 24-28 | 39-31 | 31-23 | 33-29 | 31-30 | ––––  |

### Girone D
| Pos. | Squadra               | Pt | G  | V | N | S | GF  | GS  | D   | Note             |
| ---- | --------------------- | -- | -- | - | - | - | --- | --- | --- | ---------------- |
| 1.   | USAM Nîmes Gard       | 12 | 10 | 5 | 2 | 3 | 290 | 274 | +16 | Ottavi di finale |
| 2.   | RK Eurofarm Pelister  | 12 | 10 | 5 | 2 | 3 | 271 | 248 | +13 | Ottavi di finale |
| 3.   | Kadetten Schaffhausen | 11 | 10 | 4 | 3 | 3 | 282 | 277 | +5  | Ottavi di finale |
| 4.   | Sporting CP           | 11 | 10 | 5 | 1 | 4 | 290 | 279 | +11 | Ottavi di finale |
| 5.   | AEK HC                | 8  | 10 | 4 | 0 | 6 | 274 | 283 | -9  |                  |
| 6.   | Grundfos Tatabánya KC | 6  | 10 | 3 | 0 | 7 | 254 | 300 | -46 |                  |

|                       | GTA   | EUP   | AEK   | SCP   | NÎM   | KS    |
| --------------------- | ----- | ----- | ----- | ----- | ----- | ----- |
| Grundfos Tatabánya    | ––––  | 25-21 | 25-24 | 23-37 | 30-38 | 31-23 |
| Eurofarm Pelister     | 33-20 | ––––  | 30-19 | 31-25 | 21-26 | 27-26 |
| AEK                   | 34-26 | 27-30 | ––––  | 25-24 | 34-30 | 28-31 |
| Sporting CP           | 34-26 | 27-27 | 31-30 | ––––  | 32-30 | 29-28 |
| Nîmes                 | 24-22 | 25-23 | 26-27 | 33-27 | ––––  | 33-33 |
| Kadetten Schaffhausen | 32-26 | 28-28 | 30-26 | 26-24 | 25-25 | ––––  |

## Ottavi di finale
| Squadra 1             | Totale | Squadra 2         | Andata | Ritorno |
| --------------------- | ------ | ----------------- | ------ | ------- |
| Kadetten Schaffhausen | 60-60  | IK Sävehof        | 32–26  | 28–34   |
| TBV Lemgo             | 56-59  | Orlen Wisła Płock | 28–31  | 28–28   |
| RK Nexe               | 51-47  | Eurofarm Pelister | 29–26  | 22–21   |
| Bidasoa Irun          | 59-63  | GOG               | 28–30  | 31–33   |
| HBC Nantes            | 58-54  | Füchse Berlin     | 25–24  | 33–30   |
| Sporting CP           | 64-65  | SC Magdeburg      | 29–29  | 35–36   |
| Fenix Toulouse        | 68-70  | SL Benfica        | 38–34  | 30–36   |
| RK Gorenje Velenje    | 59-57  | USAM Nîmes        | 29–22  | 30–35   |

## Quarti di finale
| Squadra 1             | Totale | Squadra 2          | Andata | Ritorno |
| --------------------- | ------ | ------------------ | ------ | ------- |
| Kadetten Schaffhausen | 53-68  | Orlen Wisła Płock  | 31–33  | 22–35   |
| RK Nexe               | 69-64  | GOG                | 32–27  | 37–37   |
| HBC Nantes            | 53-58  | SC Magdeburg       | 25–28  | 28–30   |
| SL Benfica            | 63-56  | RK Gorenje Velenje | 36–29  | 27–27   |

## Final Four

### Tabellone
|  | Semifinali  | Semifinali  | Semifinali |            |         | Finale          | Finale          | Finale          |  |
|  |             |             |            |            |         |                 |                 |                 |  |
|  | Wisła Płock | Wisła Płock | 19         |            |         |                 |                 |                 |  |
|  | Wisła Płock | Wisła Płock | 19         |            |         |                 |                 |                 |  |
|  | Benfica     | Benfica     | 26         |            |         |                 |                 |                 |  |
|  | Benfica     | Benfica     | 26         |            | Benfica | Benfica         | 40 (d.t.s.)     |                 |  |
|  |             |             |            |            | Benfica | Benfica         | 40 (d.t.s.)     |                 |  |
|  |             |             | Magdeburgo | Magdeburgo | 39      |                 |                 |                 |  |
|  | Magdeburgo  | Magdeburgo  | Magdeburgo | Magdeburgo | 39      | 34              |                 |                 |  |
|  | Magdeburgo  | Magdeburgo  |            |            |         | 34              |                 |                 |  |
|  | Nexe Našice | Nexe Našice | 29         |            |         | Finale 3º posto | Finale 3º posto | Finale 3º posto |  |
|  | Nexe Našice | Nexe Našice | 29         |            |         |                 |                 |                 |  |
|  |             |             |            |            |         |                 |                 |                 |  |
|  |             |             |            |            |         | Wisła Płock     | Wisła Płock     | 27              |  |
|  |             |             |            |            |         | Wisła Płock     | Wisła Płock     | 27              |  |
|  |             |             |            |            |         | Nexe Našice     | Nexe Našice     | 22              |  |

### Semifinali
| Arbitri: | Vaidas Mazeika Mindaugas Gatelis |

|          |           |            |
| Musche 8 | Marcatori | Jaganjac 8 |

| Arbitri: | Péter Horváth Balázs Marton |

|         |           |          |
| Szita 4 | Marcatori | Ðorđić 9 |

### Finale 3º posto
| Arbitri: | Dimitar Mitrevski Blagojche Todorovski |

|         |           |            |
| Mihić 5 | Marcatori | Pribetić 5 |

### Finale
| Arbitri: | Arthur Brunner Morad Salah |

|                                                                    |           | |
| Rahmel 11 Ðorđić 9 Källman 6 Borges 6 Kukić 5 Moreira 2 Grigoraș 1 | Marcatori | Magnússon 12 Hornke 8 Kristjánsson 7 Musche 3 Jensen 2 Mertens 2 Smits 2 Gullerud 1 O'Sullivan 1 Weber 1 |